# Das Wissen vom Heilen
Das Wissen vom Heilen, buiten Zwitserland ook uitgebracht als “The Knowledge of Healing”, is een Zwitserse documentairefilm geregisseerd door Franz Reichle.

## Verhaal
De documentaire gaat in op het gebruik van kruiden bij de genezing van ernstige ziektes. Dit is al eeuwenlang een traditie in Tibet, die ook in veel Tibetaanse manuscripten terug te vinden is. Sommige van de getoonde genezingsmethoden dateren terug tot 2000 jaar geleden. De kruiden blijken soms zelfs te helpen tegen vormen van kanker en aids, die in het Westen vaak niet te behandelen zijn.

## Achtergrond
De documentaire werd aanvankelijk uitgebracht op video, maar de verkoop hiervan liep tegen. Daarom werd de film later alsnog in de bioscoop uitgebracht.